# キャリー・バイロン
キャリー・エリザベス・バイロン（Kari Elizabeth Byron、1974年12月18日 - ）は、サンフランシスコ在住の芸術家、ベジタリアン。ディスカバリー・チャンネルで放映されている科学検証番組『怪しい伝説』（MythBusters）に実験検証スタッフとして出演している。

## 初期の人生
キャリーは、ロス・ガトス高校卒業後、サンフランシスコ州立大学に進み、映画と彫刻の勉強し、1998年5月、優秀な成績を収め、映画と彫刻の学位を取得した。卒業後、彼女はいくつかの芸術プロジェクトに参加する傍ら、南アジアのヒマラヤ山脈などを旅行してまわった。そして、酒造会社のために秘密のマティーニ購入代理人として働いていた。

## 怪しい伝説
『怪しい伝説』において、彼女は仲間のグラント・イマハラ、トリー・ベレッチィらと共に研究チームメンバーとして番組に出演することになり、そして、番組のホストであるアダム・サヴェッジとジェイミー・ハイネマン達の様々な伝説をもっともらしく検証するのを補佐する役目を担当することになった。彼女は、ハイネマンが経営するM5 Industriesに入りたいという願いが叶い、番組がシリーズ化された後、検証実験に熱中していった。
M5 Industriesに入社した第一日目に彼女はジェイミーと番組のプロデューサーのピーター・リースから「邦題:飛行機のトイレに吸い込まれた女(vacuum plane toilet)」伝説を検証するため、手伝うことになり、彼女はその実験においてキャストの為に自分の臀部を使用しての型取りを頼まれた。後に、彼女は「私はお尻の型を取る為に雇われたの。」と、ジョークを飛ばした。番組が2シーズン目を迎えた頃、彼女は番組においてより目立つ役割を与えられるようになった。ショービジネスでの経歴の浅い彼女は、最初番組内で、目立つことと自然な振る舞いをすることを両立させることに難しさを感じていたが、徐々に慣れていくようになっていった。
2008年、米『WIRED』が選ぶ「もっともセクシーなギーク」第4位（投票に重複があり、実質1位）に選ばれる。